# Pterostichus tiliaceoradix
Pterostichus tiliaceoradix är en skalbaggsart som beskrevs av Ball. Pterostichus tiliaceoradix ingår i släktet Pterostichus och familjen jordlöpare. Inga underarter finns listade i Catalogue of Life.